# Santo Ângelo
Santo Ângelo este un oraș în Rio Grande do Sul (RS), Brazilia.